# Assambadis
Assambadis (Badis assamensis) är en fiskart som beskrevs av Ahl, 1937. Assambadis ingår i släktet Badis och familjen Badidae. IUCN kategoriserar arten globalt som otillräckligt studerad. Inga underarter finns listade.